# Lamoureux (Alberta)
Lamoureux est un hameau (hamlet) du Comté de Sturgeon, situé dans la province canadienne d'Alberta.
On y retrouve l'église Notre-Dame-de-Lourdes, une des plus vieilles églises catholiques de la province.